# Tectocepheus
Tectocepheus – rodzaj roztoczy z kohorty mechowców i rodziny Tectocepheidae.
Rodzaj ten został opisany w 1896 roku przez Antonia Berlesego. Gatunkiem typowym wyznaczono Tegeocranus velatus.
Mechowce te mają lamelle sięgające za rostrum. Ich translamella może być kompletna bądź niekompletna. Notogaster jest dłuższy niż szeroki. Szczeciny notogastralne występują w liczbie 10 par, genitalne 6 par, aggenitalne 1 pary, analne 2 par, a adanalne 3 par. Odnóża są jednopalczaste.
Rodzaj kosmopolityczny.
Należy tutaj 18 opisanych gatunków:
- Tectocepheus alatus Berlese, 1913
- Tectocepheus americanus Pérez-Íñigo et Baggio, 1989
- Tectocepheus cervus Balogh et Mahunka, 1969
- Tectocepheus concurvatus Knülle, 1954
- Tectocepheus coniunctus Knülle, 1954
- Tectocepheus depressus Pérez-Íñigo et Baggio, 1989
- Tectocepheus elegans Ohkubo, 1981
- Tectocepheus iheyaensis Nakamura, Fukumori et Fujikawa, 2010
- Tectocepheus knuellei Vanĕk, 1960
- Tectocepheus kumayaensis Nakamura, Fukumori et Fujikawa, 2010
- Tectocepheus minor Berlese, 1903
- Tectocepheus punctulatus Djaparidze, 1985
- Tectocepheus shirakamiensis Fujikawa, 2001
- Tectocepheus spinosus Mahunka, 1984
- Tectocepheus titanius Ohkubo, 1982
- Tectocepheus translamellatus Knülle, 1954
- Tectocepheus velatus (Michael, 1880)
- Tectocepheus vicarius Balogh, 1958